# Serge Bourdoncle
Serge Bourdoncle (Milhars, 24 de enero de 1936 – 10 de octubre de 2020) fue un futbolista y entrenador francés.

## Biografía
Nacido en la comuna francesa de Milhars, Bourdoncle se desempeñó como mediocampista para equipos de la liga francesa como Sochaux, Nîmes, Bordeaux, Franc-Comtois y Metz. Con Sochaux fue finalista en 1959 de la Copa de Francia y campeón de la Coupe Charles Drago en 1963 y 1964.
Tras retirarse del fútbol profesional, se convirtió en el entrenador del club AS Algrange.
Bourdoncle falleció el 10 de octubre de 2020 a los ochenta y cuatro años.

## Palmarés

### Football Club Sochaux-Montbéliard
- Finalista de la Copa de Francia – 1959
- Campeón de la Copa Charles Drago – 1963, 1964